# Benthopecten pikei
Benthopecten pikei är en sjöstjärneart som beskrevs av H.E.S. Clark 1969. Benthopecten pikei ingår i släktet Benthopecten och familjen nålsjöstjärnor. Utöver nominatformen finns också underarten B. p. australis.